# Severo Ierace
Severo Ierace (... – 1541) è stato un pittore italiano, attivo in Italia meridionale durante il Cinquecento.

## Biografia
Fu un pittore napoletano che operò in Italia meridionale, soprattutto negli anni tra il 1530 e il 1541 (quando, presumibilmente, morì). Nella sua opera si possono leggere influenze raffaellesche, probabilmente dovute alle collaborazioni col cognato Andrea Sabatini, marito di sua sorella
. Realizzò un polittico raffigurante la Madonna del Carmine presso la basilica di Sant'Antonio di Nocera Inferiore. Un altro polittico fu realizzato per l'Abbazia territoriale della Santissima Trinità di Cava de' Tirreni.
Fu impegnato nell'abbazia di Montecassino dove coadiuvò Andrea Sabatini e Giovanni Filippo Criscuolo nella realizzazione di diverse tavole raffiguranti la vita di san Benedetto.

## Opere
- Madonna Immacolata con Dio Padre, san Francesco d'Assisi e san Girolamo (1537), Museo civico di Castel Nuovo, Napoli
- Madonna del Soccorso, (1538-1540), Museo di Capodimonte, Napoli
- Madonna del Carmine, (1541) polittico (smembrato), Pinacoteca del convento di Sant'Antonio, Nocera Inferiore
- San Giacomo, Pinacoteca provinciale di Salerno
- San Sebastiano, Pinacoteca provinciale di Salerno
- Sant'Antonio da Padova, Pinacoteca provinciale di Salerno
- Santi Mauro e Placido, Abbazia territoriale della Santissima Trinità di Cava de' Tirreni
- Sante Giustina e Scolastica, Abbazia territoriale della Santissima Trinità di Cava de' Tirreni
- Santo vescovo, Abbazia territoriale della Santissima Trinità di Cava de' Tirreni
- San Gregorio, Abbazia territoriale della Santissima Trinità di Cava de' Tirreni
- Madonna col Bambino e san Giovannino, Episcopio di Sorrento